# Champ pénal
Champ pénal / Penal field est une revue concernant toutes les disciplines scientifiques qui concourent à l’étude de la criminologie : sciences du droit, sciences de la société et sciences du psychisme, ainsi que la philosophie. 
Conçue, en particulier, comme un outil de diffusion de la littérature criminologique francophone dans le monde anglo-saxon, la revue a vocation à diffuser des textes bilingues. La traduction des textes français est financée par la revue afin de faire mieux connaître ces derniers dans le monde criminologique anglophone.
La revue est accessible en texte intégral sur OpenEdition Journals, en accès ouvert, sans délai de restriction. Elle y est propulsée par le  CMS libre Lodel.